# Ravenna (Kentucky)
Ravenna es una ciudad ubicada en el condado de Estill en el estado estadounidense de Kentucky. En el Censo de 2010 tenía una población de 605 habitantes y una densidad poblacional de 746,3 personas por km².

## Geografía
Ravenna se encuentra ubicada en las coordenadas 37°41′13″N 83°57′1″O / 37.68694, -83.95028. Según la Oficina del Censo de los Estados Unidos, Ravenna tiene una superficie total de 0.81 km², de la cual 0.81 km² corresponden a tierra firme y (0%) 0 km² es agua.

## Demografía
Según el censo de 2010, había 605 personas residiendo en Ravenna. La densidad de población era de 746,3 hab./km². De los 605 habitantes, Ravenna estaba compuesto por el 96.69% blancos, el 0% eran afroamericanos, el 1.32% eran amerindios, el 0% eran asiáticos, el 0% eran isleños del Pacífico, el 0.99% eran de otras razas y el 0.99% pertenecían a dos o más razas. Del total de la población el 1.32% eran hispanos o latinos de cualquier raza.